# Кюзан, Поль
Поль Кюзан (фр. Paul Cuzent; 1814, Париж — 5 июля 1856, Санкт-Петербург) — французский артист цирка, дрессировщик лошадей, наездник, цирковой педагог и композитор, основатель одного из первых постоянно действующих цирков на территории Российской империи.
Родился в семье цирковых артистов. Три его сестры также выбрали цирковую карьеру: Армантина, родившаяся в 1818 году, Антонетта, родившаяся в 1820, и Паулина, которая выступала лучше всех остальных, хотя от рождения слегка хромала.
В 1834 году он вместе с двумя старшими из сестёр основал собственный цирк Франкони на Бульвар дю Тампль в Париже, где давал в том числе конные представления. В 1842 году он основал подобный же цирк в Германии, после чего приехал осенью 1846 года с той же целью в Россию, где его цирк, основанный им вместе с зятем (мужем Антуанетты), наездником Жюлем Лешаром, стал, несмотря на основание годом ранее цирка Гверры, совершенно новым развлечением и пользовался большой популярностью. До 1847 года был главой труппы, с мая 1847 по 1850 годы был главным режиссёром казённого цирка Дирекции Императорских театров.
Вернувшись вскоре во Францию, будучи недоволен политикой российских властей в отношении цирка, Кюзан продолжал успешно заниматься здесь цирковой деятельностью. Свои представления он всегда сопровождал музыкой, постоянно старался удивить зрителей новыми приятными неожиданностями и старался сделать каждый номер цельной и законченной композицией; некоторые из его номеров представляли собой целые цирковые спектакли с драматическими сюжетами. Изобрёл цирковой номер «Римские игры».
Помимо цирковой деятельности занимался также сочинением музыки: в частности, написал оперу L’habit de noces, которая была поставлена в 1855 году в Театре Лирик. Будучи приглашён в Россию по случаю коронации императора Александра II, он заразился холерой и умер через несколько дней.